# جراند بريكس ألانيا 2022
جراند بريكس ألانيا 2022 هو سباق دراجات هوائية، وهو الموسم رقم 5 من جراند بريكس ألانيا ‏، وأقيم في 5 فبراير 2022 ضمن سباقات طواف أوروبا للدراجات 2022.
فاز بالمركز الأول Alessio Martinelli ‏، وبالمركز الثاني Sindre Kulset ‏، وبالمركز الثالث Anatolii Budiak ‏.

## الفائزون
| الترتيب | الفائز              |
| ------- | ------------------- |
| الفائز  | Alessio Martinelli ‏ |
| الثاني  | Sindre Kulset ‏      |
| الثالث  | Anatoliy Budyak ‏    |

## وصلات خارجية
- الموقع الرسمي
- لمحة عن سباق جراند بريكس ألانيا 2022 على موقع  ProCyclingStats   (برو  سايكلنج  ستاتس) - إحصاءات  محترفي  الدراجات.

- جراند بريكس ألانيا 2022 على موقع إحصائيات الدراجات الإحترافية (الإنجليزية)